# Ruder-Europameisterschaften 1904
Die 12. Ruder-Europameisterschaften wurden im August 1904 auf der Seine in Paris, Frankreich ausgetragen. Wie bereits im Vorjahr wurden Medaillen in fünf Bootsklassen vergeben.

## Ergebnisse
| Bootsklasse           | Gold | Silber                                                                 | Bronze |
| --------------------- | --- | ---------------------------------------------------------------------- | --- |
| Einer                 | Louis von Moos | Henri Barbenés                                                         | unbekannt |
| Doppelzweier          | Frankreich Carlos Deltour Antoine Védrenne | Belgien Daniël Clarembaux Xavier Crombet                               | Schweiz Albert von Moos Louis von Moos |
| Zweier mit Steuermann | Frankreich Beurrier Émile Lejeune unbekannt (Steuermann) | Belgien Guillaume Visser Urbain Molmans Rodolphe Colpaert (Steuermann) | Italien Augusto Barbati Luigi Stolte Guasco (Steuermann)                                                                                                |
| Vierer mit Steuermann | Belgien Guillaume Visser Urbain Molmans Victor Van Acker Ernest Tralbaut Rodolphe Colpaert (Steuermann)                                                                  | Frankreich                                                             | Italien Enrico Capelli Ermano Borghi Costante Brambilla Antonio Maganza Guasco (Steuermann)                                                             |
| Achter                | Belgien Guillaume Visser Urbain Molmans Julien Lauwers Ernest Tralbaut Alphonse Van Roy Hector Deprume Victor Van Acker Polydor De Geyter Rodolphe Colpaert (Steuermann) | Frankreich                                                             | Italien Carlo Caproni Mario Bessignano Uberto Cagnassi Giorgio Gianolio Virgilio Forni Francesco Rossi Aldo Marchetti Antonio Colli Guasco (Steuermann) |

## Medaillenspiegel
| Platz  | Land            | Gold | Silber | Bronze | Gesamt |
| ------ | --------------- | ---- | ------ | ------ | ------ |
| 1      | Belgien         | 2    | 2      | –      | 4      |
| 1      | Frankreich      | 2    | 2      | –      | 4      |
| 3      | Schweiz         | 1    | –      | 1      | 2      |
| 4      | Deutsches Reich | –    | 1      | –      | 1      |
| 5      | Italien         | –    | –      | 3      | 3      |
| Gesamt | Gesamt          | 5    | 5      | 4      | 14     |